# Le Clown et ses Chiens
Le Clown et ses chiens (Em tradução livre para o português: O Palhaço e seus cachorros) é um curta-metragem de animação francês de 1892 dirigido por Charles-Émile Reynaud. É constituído por 300 imagens pintadas individualmente e possui duração de cerca de 15 minutos. Mostra um palhaço entrando no picadeiro e saudando o público, antes que comece a fazer truques com três cães. Os cachorros saltam através de aros, andam em uma bola e pulam sobre uma varinha.
É um dos primeiros filmes de animação de todos os tempos e foi o primeiro a ser exibido por meio do Praxinoscópio modificado de Reynaud, ao lado de Pauvre Pierrot e Un bon bock, tendo sido exibido em Outubro de 1892, quando Reynaud inaugurou seu Teatro Óptico no Museu Grévin. A performance combinada destes três filmes é conhecida como Pantomimes Lumineuses. Estas foram as primeiras imagens animadas exibidas publicamente. Reynaud, em toda a apresentação, foi o manipulador destas, acompanhado por Gaston Paulin ao piano.
É considerado um filme perdido. Não existem cópias, pois Reynaud jogou as imagens no Rio Sena.